# Andre Botha
Pour les articles homonymes, voir Botha.
Andre Botha est un bodyboardeur sud-africain. Il a été champion du monde de sa discipline en 1998 et 1999.